# さらば愛しきアウトロー
『さらば愛しきアウトロー』(さらばいとしきアウトロー、The Old Man & the Gun)は、2018年のアメリカ合衆国の伝記犯罪コメディ映画。監督はデヴィッド・ロウリー。主演はロバート・レッドフォード。共演はケイシー・アフレック、ダニー・グローヴァー、ティカ・サンプター、トム・ウェイツ、シシー・スペイセクら。誰ひとり傷つけることなく大胆不敵な犯罪を繰り返した実在の伝説的紳士強盗フォレスト・タッカーを描いている。なお、レッドフォードは本作を以て俳優を引退すると明言している。

## ストーリー
1981年、74才のフォレスト・タッカーは単独での銀行強盗に成功し、逃走の際に警察をまくために、未亡人で牧場主のジュエルのトラックに便乗した。老眼鏡が必要な年齢だが魅力的なジュエルと意気投合するタッカー。
強盗仲間で同様に高齢なテディやウォラーと組み、ダラスの銀行を襲うタッカー。ダラス市警のハント刑事は私用で銀行に居合わせたが、逃走後に支店長が声を上げるまで気づかないほど犯行は静かでスマートなものだった。被害者たちは一様に、犯人が高齢で拳銃はチラつかせるが、とても紳士的で笑顔を浮かべ犯行を楽しんでいたと証言した。ハント刑事が調べを進めると、老人による銀行強盗は複数の州に渡り、過去2年間で93件に及んでいた。
銀行強盗を重ねつつ、ジュエルの家を訪ねる仲になるタッカー。老人の強盗はテレビ・ニュースで「黄昏れギャング」と名付けられた。事件が州を跨いでいるためにFBIに捜査権を奪われるハント刑事。だが、ハント刑事の元に中年女性ドロシーから、自分の父親が犯人だと情報提供の手紙が届いた。
タッカーの娘であるドロシーと会うハント刑事。父親の顔も知らずに育ったドロシーは、15才までは服役していることさえ知らされていなかった。亡くなった母親は夫を愛していたが、出所してもタッカーは家族の元に戻らず、犯行と服役を繰り返したと冷たく語るドロシー。
引退した先輩刑事からタッカーの資料を譲り受けるハント刑事。老刑事はタッカーが脱獄の名手であり、楽しむために銀行を襲うと懐かしそうに語った。現場に指紋などは残っておらず、タッカー逮捕の決め手が掴めないハント刑事。だが、強盗仲間のテディが逮捕され自白したことから、タッカーはあっけなくFBIに逮捕された。
少年院の脱走以来、実に16回の脱獄歴を誇るタッカーだが、今回はおとなしく刑期を終え、出所後はジュエルの家で束の間の平和を味わった。しかし、ハント刑事にご機嫌伺いの電話をかけたタッカーに、銀行強盗をやめる気配はなかった。

## キャスト
- フォレスト・タッカー（英語版）: ロバート・レッドフォード - 銃は使うが誰一人傷つけず、2年間で93件もの銀行強盗を成功させた手練れ[6]。
- ジョン・ハント刑事: ケイシー・アフレック
- ジュエル: シシー・スペイセク - 農場主の未亡人。
- テディ・グリーン: ダニー・グローヴァー - タッカーの強盗仲間。
- モーリン: ティカ・サンプター - ジョンの妻。
- ウォラー: トム・ウェイツ - タッカーの強盗仲間。
- ドロシー: エリザベス・モス - タッカーの娘。
- ジーン・デントラー刑事: イザイア・ウィットロック・Jr
- カルダー警部: キース・キャラダイン
- ケリー警部補: ジョン・デヴィッド・ワシントン
- サンドリーヌ: オーガスティーン・フリッツェル
- ミスター・オーウェンズ: ジーン・ジョーンズ

## 製作
2016年10月、デヴィッド・ロウリー監督・脚本の新作映画に、ロバート・レッドフォードとケイシー・アフレックが出演することが決定した。コンデナスト・パブリケーションズ、エンドゲーム・エンターテイメント製作の下で、レッドフォード、ビル・ホルダーマン、アンソニー・マストロマウロ、ドーン・オストロフ、ジェレミー・ステックラー、ジェームズ・D・スターンらがプロデューサーとして参加している。2017年3月、シシー・スペイセク、ダニー・グローヴァー、ティカ・サンプター、トム・ウェイツ、エリザベス・モス、イザイア・ウィットロック・Jrがキャストに加わった。同年4月、キース・キャラダインがキャストに加わった。

### 撮影
主要な撮影は、2017年4月3日にオハイオで開始した。

## 公開
2017年3月、フォックス・サーチライト・ピクチャーズが本作の配給権を獲得した。本作は2018年8月31日にテルライド映画祭で世界初公開された。
また、2018年9月10日にはトロント国際映画祭でも上映される。本作は当初、2018年10月5日にアメリカで公開される予定だったが、2018年9月28日に前倒しされた。

## 作品の評価
Rotten Tomatoesによれば、批評家の一致した見解は「美しくマッチしたキャストが命を吹き込んだ物語『さらば愛しきアウトロー』は、映画ファンにとって純粋で気楽なエンターテイメントであり、そして伝説にふさわしい別れでもある。」であり、265件の評論のうち高く評価しているのは93%にあたる246件で、平均して10点満点中7.57点を得ている。
Metacriticによれば、49件の評論のうち、高評価は47件、賛否混在は2件、低評価はなく、平均して100点満点中80点を得ている。